# Nectopsyche exquisita
Nectopsyche exquisita là một loài Trichoptera trong họ Leptoceridae. Chúng phân bố ở miền Tân bắc.